# Munkácsi lövöldözés
A munkácsi lövöldözés 2015. július 11 és július 15 között történt a kárpátaljai Munkácson. Mihajlo Lanyo ukrán parlamenti képviselő testőrsége csapott össze a szélsőséges Jobb Szektor fegyvereseivel, majd a harc az ukrán biztonsági erők és a Jobb Szektor között folytatódott tovább. A konfliktus fő oka illegális csempészügyletekből eredt, amelyet szerte Ukrajnában a maffiózókkal közösen politikusok és politikai csoportok, így a Jobb Szektor is, előszeretettel űz.
Az elsődleges vélemények alapján üzleti ügyekről akart a Jobb Szektor kárpátaljai szárnya tárgyalni Lanyóval, s valószínűleg a köztük fennálló politikai ellentétek is hozzájárultak a lövöldözés kitöréséhez. A harc egy munkácsi sportkomplexumban kezdődött, majd a Jobb Szektor fegyveresei a kiérkező ukrán rendőrségre is tüzet nyitottak, ezért a küzdelem a továbbiakban ellenük folyt. Két ember már aznap meghalt a helyszínen, 11 ember megsérült a lövöldözésben, ezek közül négyen civilek voltak. A kórházba szállított sérültek között két további súlyos sérült volt, akik később hunytak el. A helyzet órákon belül súlyossá vált, amely miatt harci járművek bevetésére került sor és evakuálni kellett a Munkács melletti Lóka falut, amelynek erdeiben több mint tíz jobb szektoros fegyveres bujkált.
Az összecsapás híre futótűzként terjedt Ukrajnában és a környező országokban. Magyarországon például civil szervezetek és politikai pártok, így a Jobbik és az LMP is a kormánytól mielőbbi fellépést sürgetett a kárpátaljai magyarok érdekében. Időközben Vaszil Hubal kárpátaljai ukrán kormányzó is nyilatkozatot tett, hogy nincs szükség rendkívüli állapot elrendelésére, mert azon jobb szektorosok, akik a támadást elkövették, valamennyien kárpátaljaiak, ismertek a hatóságok előtt.
A helyi rendvédelmi és katonai erők többségét ekkoriban a keleti frontra vezényelték, az ott zajló polgárháborús területre, ezért a szomszédos megyékből kellett egységeket kivezényelni Kárpátaljára a lövöldözés idején. A Jobb Szektor maga is megmozdult a lövöldözés hallatára és Nyugat-Ukrajnában több helyütt úttorlaszokat állítottak megakadályozandó újabb egységek Kárpátaljára történő kivezénylését. Követelték továbbá, hogy a támadásban érintett társaikat ne vonják felelősségre és ne tartóztassák le.
Július 13-án a kijevi kormány kijelentette, hogy a munkácsi lövöldözés miatt megkezdi valamennyi, az ország területén működő illegálisan felállított fegyveres csoport demilitarizálását, mert azok fenyegetik az ország belső biztonságát.
Július 15-én állt helyre teljesen nyugalom Munkácson és környékén. Az ukrán hatóságok nem tudták a lövöldözőket kézre keríteni, csupán két jobb szektoros letartóztatásáról számolhattak be. Jóllehet az ukrán hatóságok több helyütt is ellenőrző pontokat létesítettek és a város légterében napi két alkalommal helikopter is pásztázta a környéket. Petro Porosenko ukrán elnök ekkor Kárpátaljára ment. Rövidesen valamennyi határőrt és vámőrt, valamint rendőröket és tiszteket bocsátottak el az állásukból Kárpátalján. Az ukrán kormányzat a lövöldözés után mindenre kiterjedő vizsgálatot rendelt el, mivel nyilvánvalónak tűnik, hogy az évek alatt megerősödött csempészkereskedelemben a hatóságok is érintettek, ez segítette az illegális tevékenység burjánzását, amelyből szélsőséges csoportok, mint a Jobb Szektor is, finanszírozta a tevékenységét.
Olekszandr Szolontaj ukrán politológus nem zárta ki, hogy a munkácsihoz hasonló összecsapások történhetnek más ukrán városokban, s veszélynek vannak kitéve a kárpátaljai magyarok is. Bár Szolontaj lehetetlennek tartja azt, hogy Kárpátalján ilyen szélsőséges szervezetek, vagy a hatalom alatt csempész üzletet folytató egyének a kelet-ukrajnaihoz hasonló, akár szeparatista folyamatot indítsanak el, mert a Jobb Szektor minden jelenlétének dacára nem élvez támogatást a kárpátaljai lakosság körében, ellentétben a Donyecki, Harkivi és Luhanszki szeparatista köztársaságok széles körű támogatottságával, amely még Oroszországtól is utánpótlást nyer.
Július 14-én ráadásul a nyugat-ukrajnai Lvivben is robbantás történt két ottani rendőrőrs ellen. Az ukrán belügyminisztérium kiadott közleményében úgy vélte, hogy a munkácsi lövöldözés és a lvivi robbantások között összefüggés van, amelynek célja egy széles körű destabilizációs kísérlet keresztülvitele az ukrán állam ellen.
A lövöldözéssel kapcsolatban 4 gyanúsított ellen emeltek vádat. A nyomozást 2016 júniusában zárták le a hatóságok, amelynek megállapítása szerint a 2015. évi munkácsi lövöldözés terrorcselekmény volt. Amennyiben a gyanúsítottakat bűnösnek találják, akár életfogytig tartó szabadságvesztés is kiszabhat a bíróság.

## Külső hivatkozások
1. ↑  Befejeződött a munkácsi lövöldözés nyomozása (szon.hu)[halott link]